# Cyclopentanon
Cyclopentanon ist ein von Cyclopentan abgeleitetes, cyclisches Keton (Cycloalkanon). Die Verbindung ist als Baustein in natürlichen Verbindungen zu finden, etwa den Thujonen und einigen Prostaglandinen, aber auch in synthetischen pharmazeutischer Produkten, wie Alprostadil und Misoprostol.

## Herstellung
Cyclopentanon kann durch Erhitzen von Salzen der Adipinsäure oder der Säure selbst synthetisch hergestellt werden.
{\displaystyle {\ce {C6H10O4 ->[Ba(OH)2] C5H8O + CO2 + H2O}}}
Weitere Synthesewege sind die katalytische Oxidation von Cyclopenten mit Sauerstoff und die Oxidation von Cyclopentan.

## Eigenschaften

### Physikalische Eigenschaften
Die Mischbarkeit mit Wasser ist begrenzt. Mit steigender Temperatur sinkt die Löslichkeit von Cyclopentanon in Wasser bzw. steigt die Löslichkeit von Wasser in Cyclopentanon.
| Löslichkeiten zwischen Cyclopentanon und Wasser |         |      |      |      |      |      |      |      |      |      |      |
| Temperatur                                      | °C      | 0    | 10,0 | 20,1 | 30,0 | 40,2 | 50,0 | 60,6 | 70,5 | 80,0 | 90,7 |
| Cyclopentanon in Wasser                         | % (m/m) | 37,7 | 34,4 | 31,0 | 27,9 | 25,7 | 24,4 | 23,6 | 23,7 | 24,8 | 26,1 |
| Wasser in Cyclopentanon                         | % (m/m) | 13,0 | 13,8 | 14,4 | 15,0 | 15,7 | 16,9 | 18,3 | 20,3 | 22,4 | 26,5 |

### Sicherheitstechnische Kenngrößen
Cyclopentanon bildet leicht entzündliche Dampf-Luft-Gemische. Die Verbindung hat einen Flammpunkt von 26 °C. Der Explosionsbereich liegt zwischen 1,6 Vol.‑% als untere Explosionsgrenze (UEG) und 10,8 Vol.‑% als obere Explosionsgrenze (OEG). Die Sauerstoffgrenzkonzentration wurde mit 8,2 Mol.–% unter Stickstoff und 11,1 Mol.–% unter Kohlendioxid als Inertgas bestimmt. Die Zündtemperatur beträgt 445 °C. Der Stoff fällt somit in die Temperaturklasse T2.

## Verwendung
In der Mikroelektronik wird Cyclopentanon als Lösungsmittel für Fotolacke und Polyimide verwendet.